# Aoto Suzuki
Aoto Suzuki (* 30. Mai 2001 in Saitama) ist ein japanischer Sprinter, der sich auf den 400-Meter-Lauf spezialisiert.

## Sportliche Laufbahn
Erste internationale Erfahrungen sammelte Aoto Suzuki bei den World Athletics Relays 2021 im polnischen Chorzów, bei denen er in 3:04,45 min Zweiter mit der japanischen der 4-mal-400-Meter-Staffel hinter dem Team aus den Niederlanden wurde. Zudem schied er in der Mixed-Staffel trotz neuen Landesrekordes von 3:18,76 min im Vorlauf aus.

## Persönliche Bestzeiten
- 200 Meter: 20,95 s (+1,4 m/s), 9. Mai 2021 in Tokio
- 400 Meter: 46,92 s, 17. April 2021 in Hachiōji